# 1951 w sztukach plastycznych
Wydarzenia w sztukach plastycznych i wizualnych w 1951 roku.

## Wydarzenia
- Nastąpiło rozwiązanie grupy Cobra, do której należeli Asger Jorn, Karel Appel, Corneille i Pierre Alechinsky[1].

## Malarstwo
- Salvador Dalí

Rafaelowska głowa po wybuchu
Chrystus świętego Jana od Krzyża
- Edward Hopper

Pokoje nad morzem – olej na płótnie
- Tadeusz Kantor

Obraz metaforyczny I (1950-1951) – olej na płótnie, 90x113 cm, w kolekcji Muzeum Narodowego w Krakowie
- Barnett Newmann

Kres Prometeusza
- Jerzy Nowosielski

Martwa natura z butelką – olej na płótnie, 50 x 60 cm
- Wojciech Fangor

Matka Koreanka - olej na płótnie 131 x 201 cm

## Grafika
- Maurits Cornelis Escher

Przeznaczenie – litografia
Mozaika I – mezzotinta
Larwa – litografia
Dom ze schodów – litografia

## Rzeźba
- Alina Szapocznikow

Głowa dziewczynki
Projekt Pomnika Chopina

## Urodzeni
- Władysław Kaźmierczak – polski artysta współczesny, performer i kurator

## Zmarli
- 21 lutego – Katarzyna Kobro (ur. 1898), polska rzeźbiarka konstruktywistyczna